# قلعه زراس
قلعه زراس، روستایی از روستاهای شهرستان اندیکا و توابع شهر قلعه خواجه در استان خوزستان ایران است.
این دهکده تفریحی توریستی به مساحت ۲۰۶هکتار، ۲۵۰ کیلومتری شمال شرقی شهرستان اهواز در ۶۹کیلومتری جنوب شرقی شهرستان ایذه، ۱۴ کیلومتری جنوب شهر دهدز و ۳۹ کیلومتری سد کارون ۳ است.
آبشار شیوند که روبه‌روی دهکده قرار دارد. در کنار این دهکده، کوه‌های منگشت و طبیعت برف گیر و جنگل‌های بکر آن واقع شده‌است.
ورزش‌های آبی، قایق‌سواری، رستوران آبی، سوییت‌ها و کافی شاپ‌های آبی از امکانات تفریحی این دهکده به‌شمار می‌روند.

## جمعیت
این روستا در دهستان قلعه خواجه قرار دارد و براساس سرشماری بهداشتی در سال 1403جمعیت آن 200نفر (40خانوار) بوده‌است.قلعه زراس برگرفته شده از طایفه زراسوند میباشد.مردم روستا از ایل بختیاری طایفه زراسوند دورکی میباشند و به زبان بختیاری صحبت میکنند.
سرشماری توسط بهورز خانه بهداشت بهرام الماسی انجام شده است 